# Mae Hong Son
Mae Hong Son (thai: แม่ฮ่องสอน) är en provins (changwat) i nordvästra Thailand. Provinshuvudstaden är Mae Hong Son.

## Administrativ indelning
Provinsen är indelad 7 distrikt (amphoe). Distrikten är i sin tur indelade i 45 subdistrikt (tambon) och 402 byar (muban).